# 아산화질소 기관

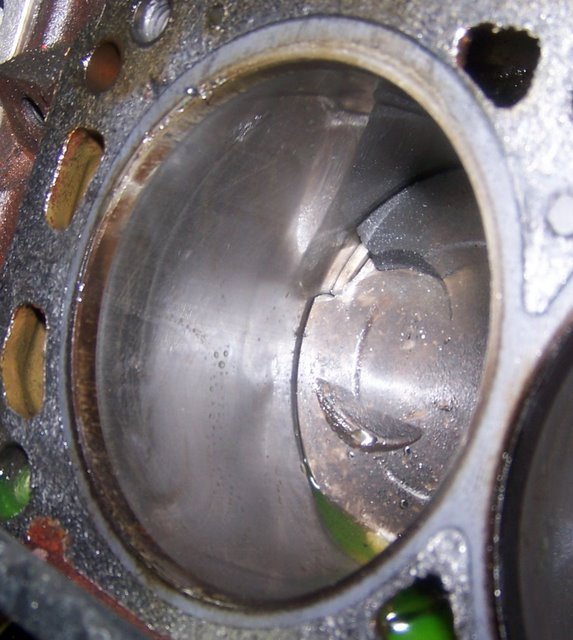
아산화질소 사용으로 인해 연소를 견디지 못하고 파손된 피스톤.

아산화질소 기관(영어: nitrous oxide engine; NOE)은 내연기관의 일종으로, 연료 연소에 필요한 산소를 공기 중에서 얻지 않고 아산화질소 탱크에서 얻는 것이다. 아산화질소가 탱크에서 기관으로 분사되면, 기관 안에서 다음 환원반응이 일어난다.
{\displaystyle \mathrm {2\ N_{2}O\longrightarrow 2\ N_{2}+O_{2}} }
즉 아산화질소 2분자가 분해되어 생성된 기체는 6분의 2, 약 33%가 산소로 이루어져 있다. 대기 중의 산소 농도는 21%이므로 이에 비해 1.5배 농도가 높은 것이다. 산소량이 많아진 만큼 같은 시간 동안 연소하는 연료량, 즉 연소 속도가 일반 내연기관에 비해 크게 늘어나서 일률이 증가하는 원리다. 제2차 세계대전 때 항공기 기관에 사용되는 등 기원은 비교적 오래 되었다.
지역별 법규에 따라 아산화질소 기관은 공도 사용이 금지될 수 있다.

## 같이 보기
- 튜닝카
- 터보차저